# Formation de la Green River
La formation de la Green River est une formation géologique datant de l’Éocène, résultat de dépôts sédimentaires dans un ancien groupe de lacs de montagnes situés le long du cours actuel de la Green River dans les états du Colorado, du Wyoming, et de l'Utah aux États-Unis.

## Présentation

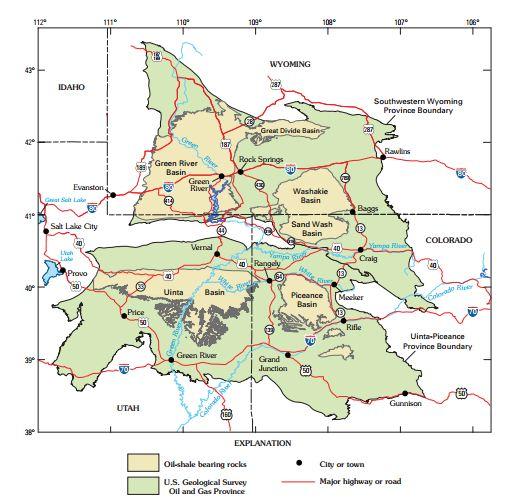
Plan

Les sédiments se sont déposés en couches très fines, une lamine sombre en saison de croissance active et une lamine inorganique pâle en hiver. Chaque paire de couches représente un an. Les sédiments de la Formation de la Green River présentent un enregistrement continu de six millions d'années. L'épaisseur moyenne d'une paire de lamines est d'environ 0,18 mm, avec une épaisseur minimale de 0,014 mm et une maximale de 9,8 mm.
Les couches sédimentaires se sont formées sur une grande surface nommée du nom de l'actuelle Green River, un affluent du Colorado. La formation existe dans trois bassins distincts autour des monts Uinta du nord de l'Utah :
- une zone au nord-ouest du Colorado à l'est des monts Uinta ;
- une plus grande zone dans le sud-ouest du Wyoming, juste au nord des monts Uintas connue comme le « lac Gosiute » ;
- la plus grande zone, dans le nord de l'Utah et l'ouest du Colorado au sud des monts Uinta, connu comme le « lac Uinta ».

Le monument national de Fossil Butte dans le comté de Lincoln dans l'est du Wyoming est dans une zone de la formation connue comme le « lac fossile » en raison de l'abondance de fossiles exceptionnellement bien conservés (« Konservat-Lagerstätte ») qu'elle contient, en particulier de poissons.